# VII Liceum Ogólnokształcące im. Harcerzy Obrońców Katowic w Katowicach
VII Liceum Ogólnokształcące z Oddziałani Dwujęzycznymi im. Harcerzy Obrońców Katowic w Katowicach – publiczne liceum ogólnokształcące w Katowicach, z siedzibą przy ulicy Panewnickiej 13, na terenie dzielnicy Ligota-Panewniki. Powstało w 1945 roku, a od 1961 roku jego patronem są Harcerze Obrońcy Katowic.

## Historia

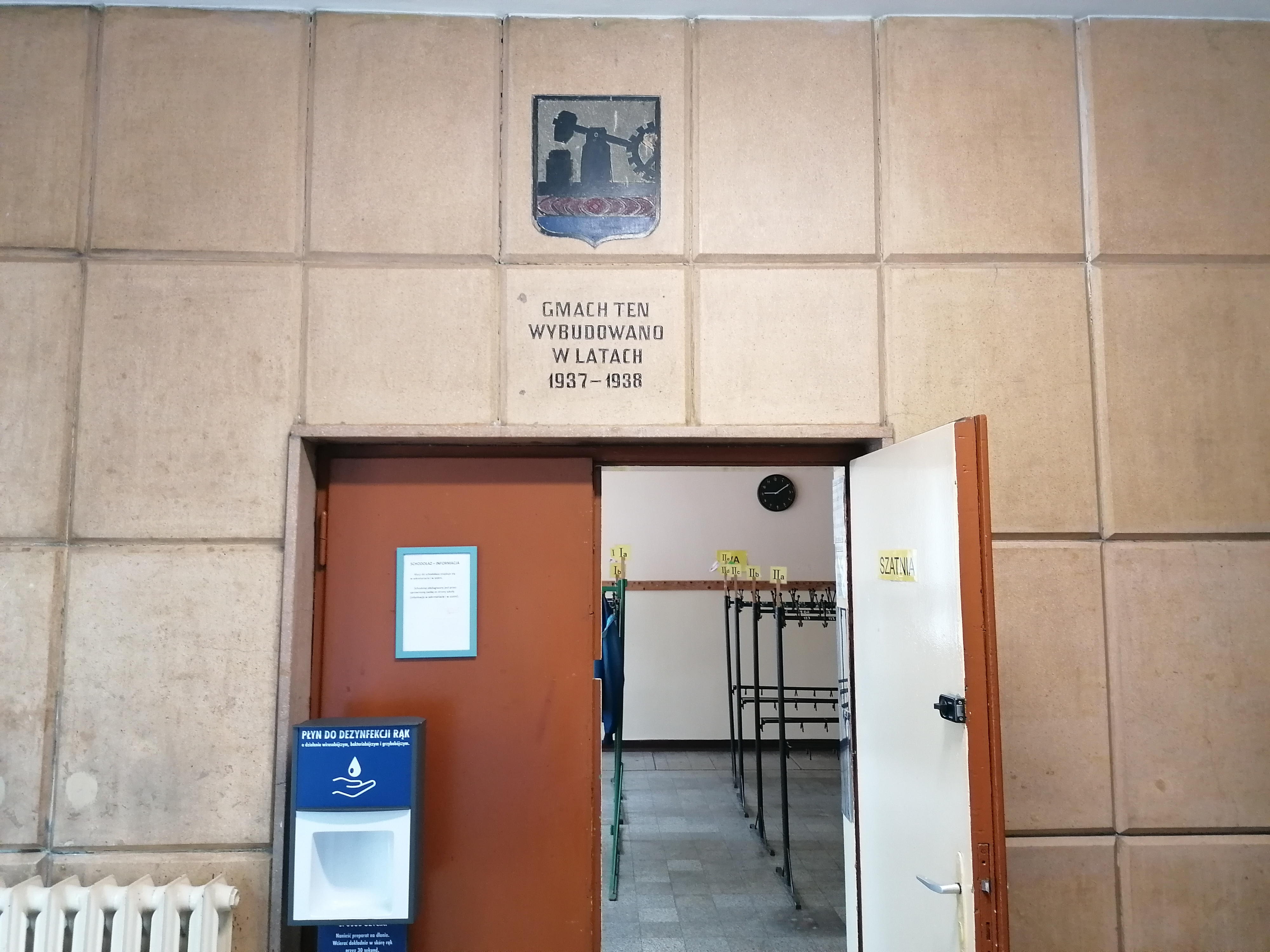
Wnętrze budynku szkolnego z podanym okresem wzniesienia budynku VII Liceum (2024)

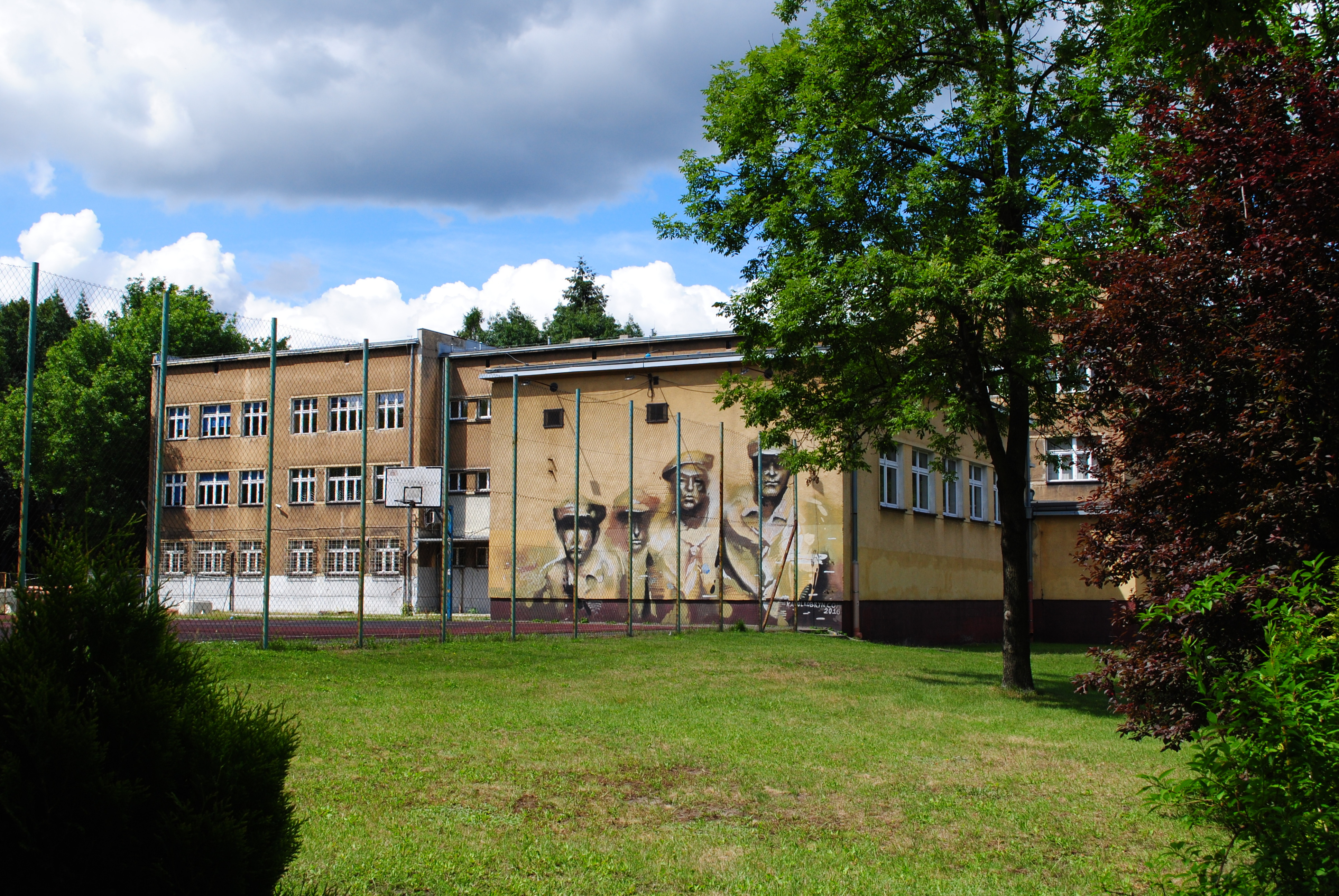
Gmach szkoły widoczny od strony wschodniej, z muralem przedstawiającym patronów VII Liceum Ogólnokształcącego (2022)

Początki VII Liceum Ogólnokształcącego sięgają lat 30. XX wieku, kiedy to dla potrzeb pobliskiej kolonii urzędniczej w Katowicach-Ligocie w latach 1937–1938 przy ulicy Panewnickiej został wzniesiony budynek szkolny, zwany wówczas „leśną szkołą”. 26 stycznia 1939 roku działalność w nim rozpoczęła Szkoła Powszechna nr 31 w Katowicach, przeniesiona z gmachu przy ulicy Hetmańskiej. Szkoła w nowej siedzibie funkcjonowała przez kilka miesięcy, do wybuchu II wojny światowej. W okresie niemieckiej okupacji funkcjonowała tutaj niemiecka szkoła powszechna.
Po zakończeniu wojny, w 1945 roku powołano pierwszą w Ligocie szkołę średnią ogólnokształcącą, nazywaną wówczas gimnazjum. Jej kierownikiem był wtedy pedagog Teodor Münnich. Funkcjonowała ona razem ze Szkołą Podstawową nr 31. 1 września 1948 roku powołano tzw. szkołę rozwojową, która docelowo miała przekształcić się w szkołę ogólnokształcącą stopnia podstawowego i licealnego. Powstała ona na podbudowie szkół podstawowych nr 30 i 31 oraz ligockiego gimnazjum. Siedzibą szkoły był gmach „leśnej szkoły” przy ulicy Panewnickiej 13.
W czerwcu 1951 roku, pierwszy egzamin dojrzałości przeprowadzany w szkole, zdawali pierwsi uczniowie, których było wówczas 47. W 1954 roku dokonano nasadzeń nowych drzew wokół szkoły. Biolog Józef Rąba oraz matematyczka Jadwiga Urban założył ogród botaniczny, który wówczas zawierał około stu gatunków roślin, a dzięki inicjatywie i zaangażowaniu Stanisława Bokłaka zagospodarowano część gruntów na tereny sportowe.
Jesienią 1956 roku do nowego budynku przy ulicy Zielonogórskiej 3 została przeniesiona powstała kilka lat wcześniej Szkoła Podstawowa nr 34. W 1959 roku szkołę przemianowano na Szkołę Podstawową i Liceum ogólnokształcące nr 7. Ponadto w tym czasie w budynku szkoły działało również przedszkole.
W roku 1961 rozpoczęto rozbudowę szkoły. Dobudowano do istniejącego budynku nowe skrzydło. W nowej części znalazły się pracownie: biologiczne, chemiczna, fizyczne oraz zajęć wychowania technicznego. 9 maja 1961 roku uroczyście nadano szkole imię Harcerzy Obrońców Katowic.
Wskutek reorganizacji, 1 września 1966 roku nastąpiło rozdzielenie szkoły podstawowej, nazwanej Szkołą Podstawową nr 29, od liceum. Od tego dnia szkoła funkcjonowała jako VII Liceum Ogólnokształcące im. Harcerzy Obrońców Katowic w Katowicach. Sama zaś szkoła podstawowa działała krótko, bo do roku szkolnego 1969/1970.

## Dyrektorzy
Uwaga – lista jest niepełna.
- Teodor Münnich (1945–1947 bądź 1948)[7][7]
- Teofil Klama (1947 bądź 1948–1950)[9][7]
- Andrzej Niemiec (1950–1951)[9]
- Józef Kamiński (1951–1974)[9]

## Budynek

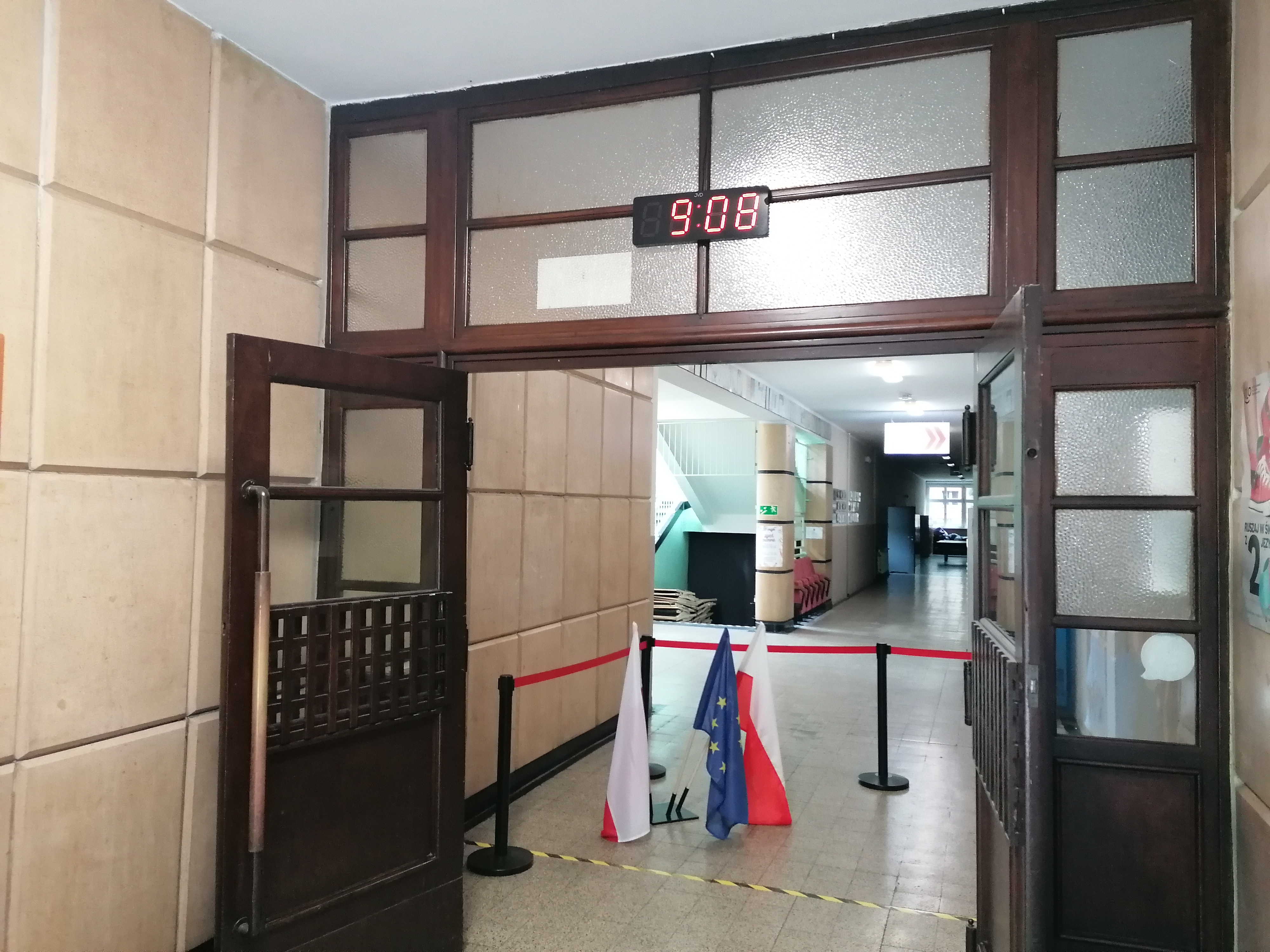
Jeden z korytarzy szkoły (2024)

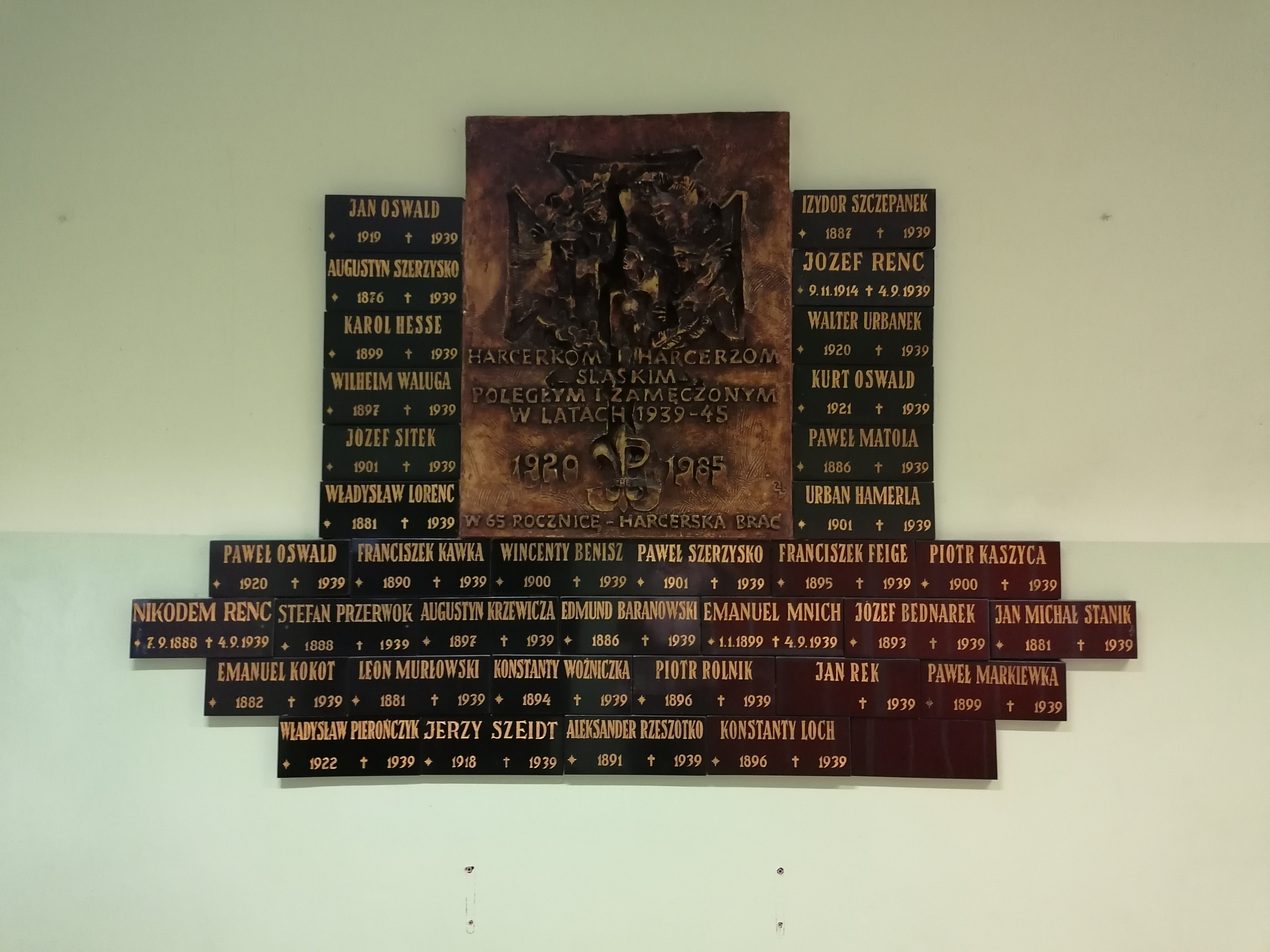
Tablica pamiątkowa wewnątrz budynku liceum upamiętniająca harcerzy i harcerki z Górnego Śląska poległych w latach 1939–1945 (2024)

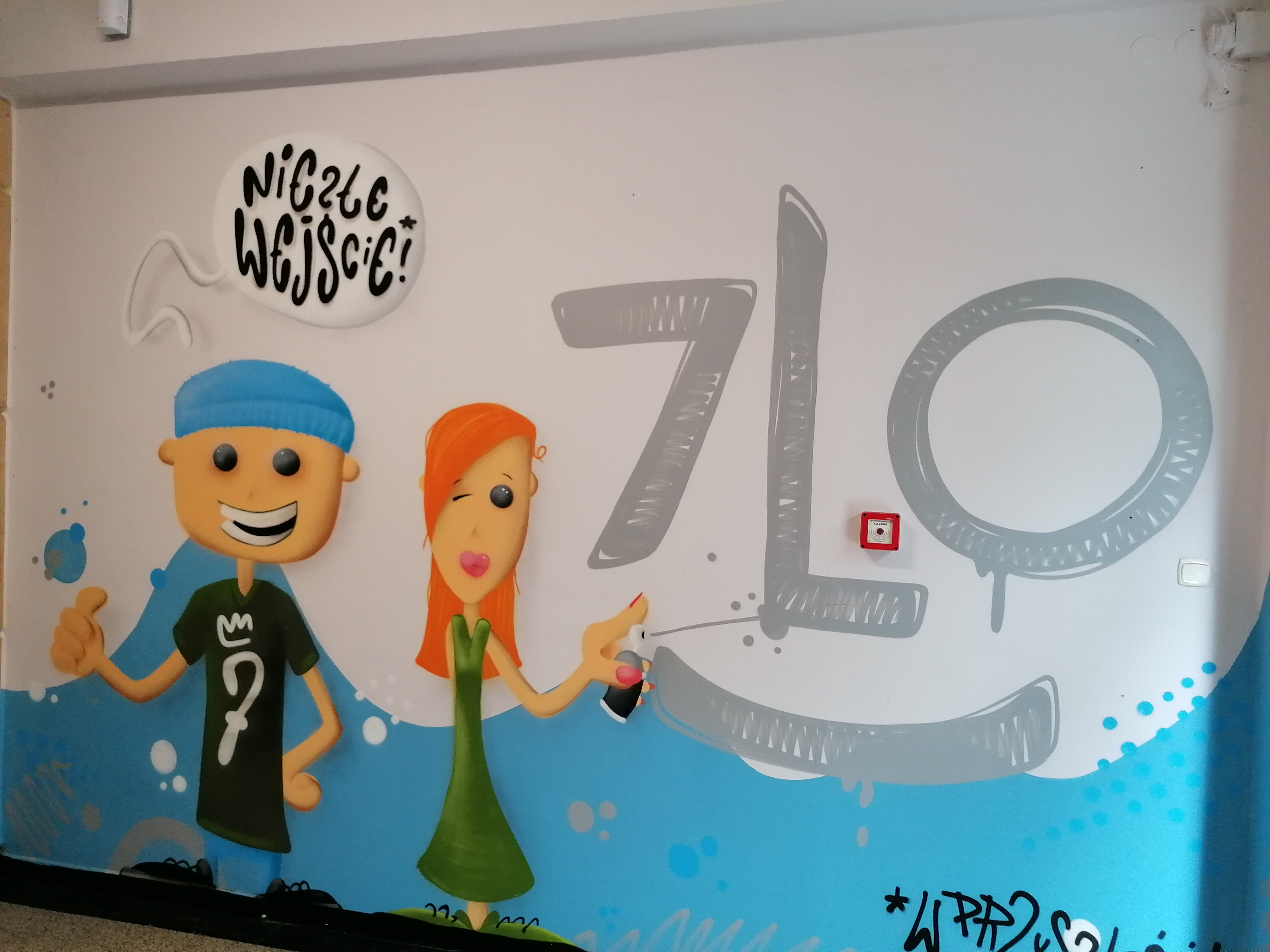
Graffiti przy wejściu do szkoły ze stylizowanym logo VII Liceum Ogólnokształcącego (2024)

Siedziba VII Liceum Ogólnokształcącego z Oddziałani Dwujęzycznymi im. Harcerzy Obrońców Katowic w Katowicach znajduje się przy ulicy Panewnickiej 13 w Katowicach, na terenie dzielnicy Ligota-Panewniki.
Jest nim budynek wzniesiony w stylu funkcjonalizmu w latach 1937–1938, murowany z cegły, tynkowany, jedno-, dwu- i trójkondygnacyjny, zwieńczony dachem płaskim krytym papą. Gmach zdobią ryzality, przeszklony narożnik oraz pionowe i poziome pasy okien. Otoczony jest dużym ogrodem.
Wyposażony jest m.in. w pracownie, centrum multimedialne w czytelni, siłownię, barek szkolny, uczniowski radiowęzeł czy sieć Wi-Fi.

## Charakterystyka
VII Liceum Ogólnokształcące z Oddziałani Dwujęzycznymi im. Harcerzy Obrońców Katowic w Katowicach to szkoła publiczna, którego organem prowadzącym jest miasto Katowice, a organem sprawującym nadzór Śląski Kurator Oświaty w Katowicach.
Posiada swój sztandar, hymn oraz organizuje Święto Szkoły. Organami szkoły są: Dyrektor Szkoły, Rada Pedagogiczna, Rada Rodziców i Samorząd Uczniowski. Według stanu na 2025 rok, dyrektorem liceum jest mgr Adam Goździcki, a wicedyrektorem mgr Małgorzata Kuras-Bosowska.
W szkole prowadzone są oddziały dwujęzyczne z językiem angielskim, który przygotowuje uczniów do dwujęzycznego egzaminu maturalnego, a także oddziały ogólne. Liceum umożliwia uczestnictwo w zajęciach przedmiotowych, artystycznych czy sportowych. Organizowane są także wyjazdy zagraniczne w ramach różnego typu programów.

## Znani absolwenci
- Janusz Danecki – arabista i islamista[6]
- Krzysztof Globisz – aktor teatralny, filmowy, radiowy i telewizyjny[6]
- Aldona Grochal – aktorka
- Andrzej Hausner – aktor i lektor[6]
- Jarosław Karpuk – aktor
- Jerzy Łukaszewicz – reżyser[6]
- Olgierd Łukaszewicz – aktor[6]
- Paweł Migula – biolog[6]
- Grzegorz Płonka – społecznik, muzyk, pisarz[17]
- Andrzej Sośnierz – lekarz i polityk, prezes Narodowego Funduszu Zdrowia[18]
- Robert Talarczyk – aktor i reżyser teatralny, dyrektor Teatru Śląskiego w Katowicach[6]
- Wojciech Tkacz – hokeista, reprezentant Polski[19]
- Piotr Wach – polityk, rektor Politechniki Opolskiej

Uczniem liceum był także m.in. poeta Rafał Wojaczek.